# Jubiläumsstiftung der Wirtschaftsuniversität Wien
Die Jubiläumsstiftung der Wirtschaftsuniversität Wien ist eine im Jahr 1997 gegründete, der Wirtschaftsuniversität Wien nahestehende Privatstiftung. Ihre Leitungsorgane sind Professorinnen und Professoren der Wirtschaftsuniversität Wien, Vorstandsvorsitzende großer österreichischer Unternehmen sowie Vertreterinnen und Vertreter diverser gesellschaftlicher Gruppen.

## Stiftungsvermögen
Anlässlich der Gründung wurden von den Stiftern 42,5 Millionen Schilling in die Stiftung eingebracht. Dies entspricht inflationsbereinigt mit Stand 2025 etwa 4.548.000 Euro.

## Aufgaben
„Die Stiftung hat den Zweck, aus den Erträgen des Stiftungsvermögens, allenfalls auch aus der Substanz, im wesentlichen Forschungs- und/oder Lehraufgaben für die österreichische Wissenschaft oder Wirtschaft, die in einem thematischen und organisatorischen Zusammenhang mit den Forschungs- und Lehraufgaben der Wirtschaftsuniversität Wien stehen, zu erfüllen sowie damit verbundene Publikationen und Dokumentationen zu tätigen.“ (§ 2 Abs 1 der Stiftungserklärung)